# Bacopa lanigera
Bacopa lanigera är en grobladsväxtart som först beskrevs av Adelbert von Chamisso och Schltdl., och fick sitt nu gällande namn av Richard von Wettstein. Bacopa lanigera ingår i släktet tjockbladssläktet, och familjen grobladsväxter. Inga underarter finns listade i Catalogue of Life.